# 양희문
양희문(1967년 8월 21일~)은 대한민국의 성우이자 내레이터링 방송인이다. 1986년 8월 12일(火)에 연극배우로 처음 데뷔한 이후 1993년 8월, MBC 공채 11기 성우로 입격하였다.

## 주요 출연 작품

### 애니메이션
- 핑크팬더(MBC)
- 감바의 모험(MBC)
- 무적고양이 팬텀(MBC)
- 미래전사 그레이트 건더(SBS) - 건더
- 우주의 기사 테카맨(SBS) - 노엘
- 은하영웅 사이버트론(SBS) - 스크림
- 우리반 짱돌이(애니원) - 대왕마마
- 우당탕탕 두디두디(MBC 무비스) - 모모 아저씨 / 초롱이 아빠

### 애니메이션 영화
- 발리언트(MBC)

### 영화
- 터미네이터 3(SBS) - T-X의 희생자(로버트 알론조)
- 잃어버린 세계(MBC)
- 록키 5(MBC)
- 닥터 두리틀(MBC)
- 이연걸의 영웅(MBC, SBS)
- 종횡사해(MBC) - 경매가(오대유)
- 희극지왕(SBS)
- 성룡의 CIA(SBS) - 모건의 부하(론 스무렌버그)
- 닉 오브 타임(MBC)
- 포트리스2(MBC)
- 슬리핑 딕셔너리(SBS)
- 벽혈남천(SBS) - 죄수(마이크 밀러) / 테러범(웅흔흔)
- 피아노(MBC)
- D-13(MBC)
- 사막의 뱀파이어(SBS)
- 포레스트 검프(MBC)
- 시빌 액션(MBC) - 파인더(스티븐 프라이)
- 나인 야드(MBC)
- 나쁜 녀석들 2(MBC) - 레예스(율 바퀘즈)
- 아이 앰 샘(MBC)
- 무인 곽원갑(MBC) - 은제(곽원갑의 아버지)(예성)
- 80일간 세계일주(MBC) - 거지(롭 슈나이더)
- 이도공간(SBS)
- 블랙 아웃(SBS) - 레이(D. W. 모펏)
- 터미네이터2(MBC) - 토드(잰더 버클리)
- 스토커(MBC) - 형사(에리크 라 샐)
- 소림축구(SBS) - 막내(임자총)
- 내겐 너무 가벼운 그녀(MBC) - 월트(르니 커비)
- 팜므파탈(SBS) - 보디가드(스테판 쁘띠)
- 레이디 킬러(MBC) - 백인 경찰(존 맥코넬)
- 암흑가의 두 사람(MBC) - 앙드레(로버트 카스텔)
- 훌라 걸스(MBC)
- 트와일라잇(MBC)
  - 뉴문(MBC)
- 붉은 가마(MBC)
- 옹박 - 두 번째 미션(MBC) - 자니(조니 찌 응우옌)
- 신 태극권(SBS)
- 딥 블루 씨(SBS) - 구조 대원(브렌트 롬)
- 리썰 웨폰 3(MBC) - 영화 감독(스티븐 케이)

### 외화
- CSI 과학수사대(MBC) - 락우드 형사
- CSI 뉴욕(MBC)
- 스페셜 유닛(iTV)

### 라디오
- 만화열전 - 호텔 아프리카(MBC) - 트란
- 만화열전 - 레드문(MBC) - 동네 의사